# شهرام مهربان
شهرام مهربان (زادهٔ ۱۶ نوامبر ۱۹۷۹ در قزوین) بازیکن سابق فوتبال اهل ایران است. وی در حال حاضر به‌ عنوان مربی دروازه بان ها شمس آذر قزوین در لیگ برتر خلیج فارس مشغول به فعالیت می باشد.

## دوران باشگاهی
از باشگاه‌هایی که در آن بازی کرده‌است می‌توان به تیم های راه‌آهن تهران،  مهرکام پارس، کاوه تهران، پیکان تهران، گهر دورود لرستان ، صبای قم ، شهرداری بندرعباس و کاسپین قزوین اشاره کرد. 
همچنین شهرام مهربان توسط رضا مطلبی به فوتبال ایران معرفی شد.

## افتخارات
وی به عنوان مربی دروازه بان های تیم فوتبال شمس‌آذر سابقه قهرمانی در لیگ آزادگان ۱۴۰۱–۰۲ در کارنامه خود دارد.